# Alexander Konychev
Alexander Konychev (Verona, Itália, 25 de julho de 1998) é um ciclista profissional italiano que compete com a equipa Team BikeExchange.
Seu pai Dmitri Konyshev também foi ciclista profissional.

## Trajectória
Estreiou como profissional em 2019 com o Dimension Data for Qhubeka. Nesse mesmo ano conseguiu sua primeira vitória depois de impor com a selecção italiana sub-23 em L'Étoile d'Or, prova pertencente à Copa das Nações UCI. No mês de agosto ascendeu ao Dimension Data como stagiaire. No entanto, não ficou na equipa ao ano seguinte já que em outubro se anunciou seu contrato pelo Mitchelton-Scott para 2020.

## Palmarés
- 2019
  - L'Étoile d'Or

## Equipas
- Dimension Data for Qhubeka (2019)
- Dimension Data (stagiaire) (08.2019-12.2019)
- Mitchelton/BikeExchange (2020-)
  - Mitchelton-Scott (2020)
  - Team BikeExchange (2021-)